# 276

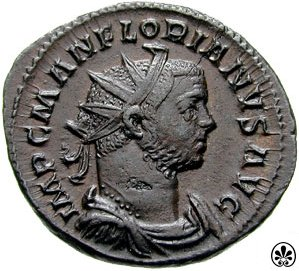
Keizer Florianus

Het jaar 276 is het 76e jaar in de 3e eeuw volgens de christelijke jaartelling.

## Gebeurtenissen

### Italië
- Keizer Tacitus verdubbelt het zilvergehalte van de aurelianianus, de munt krijgt door deze verandering het merk X.I.
- De 44-jarige Probus (r. 276-282) wordt door de Senaat als keizer erkend. Hij benoemd Marcus Aurelius Carus tot praefectus van de pretoriaanse garde.
- Probus draait het zilvergehalte van de aurelianianus weer terug tot het officiële gewicht tijdens het bewind van Aurelianus.

### Europa
- De Franken steken de Rijn over en plunderen Colonia Ulpia Traiana (Xanten) in Germania Inferior. Dit betekent het einde van de stad als Romeinse legerplaats.

### Klein-Azië
- Tacitus verslaat de plunderende Goten in Klein-Azië. Hij overlijdt in Cappadocië door onbekende oorzaak en wordt opgevolgd door Marcus Annius Florianus.
- Florianus wordt bij Tarsus (Turkije) door zijn eigen troepen vermoord. Marcus Aurelius Probus wordt door het Romeinse leger in Syria tot keizer uitgeroepen.

### Perzië
- Koning Bahram I laat op instigatie van de Zoroastrische priesters de volgelingen van Mani vervolgen. Zelf wordt de profeet om zijn geloof ter dood gebracht.
- Bahram II (r. 276-293) volgt zijn vader Bahram I op als heerser over het Perzische Rijk.

## Geboren
- Gregorius van Nazianzos de Oude, katholiek bisschop (overleden 374)

## Overleden
- Bahram I, koning van de Sassaniden (Perzië)
- Mani (66), Perzisch profeet en stichter van het manicheïsme
- Marcus Annius Florianus, keizer van het Romeinse Keizerrijk
- Marcus Claudius Tacitus (76), keizer van het Romeinse Rijk